# Пригоди поросяти Фунтика
«Пригоди поросяти Фунтика» — радянський чотири-серійний мультфільм, який було створено на студії «Екран» у період з 1986⁣ до ⁣1988 року. Кожна серія мультфільму мала тривалість приблизно 10 хвилин. Сценаристом сюжетної лінії цих мультфільмів був Юрій Фрідман, який написав їх на основі своєї п'єси «Четверте порося». Загалом було створено чотири мультфільми. У 2010 році було випущено трисерійне продовження цієї історії.

## Серії

### Мальовані
- 01 — Невловна Кулька (1986 р.)
- 02 — Фунтик і нишпорки (1986 р.)
- 03 — Фунтик і бабуся з вусами (1987 р.)
- 04 — Фунтик у цирку (1988 р.)

### Лялькові
- 05 — Фунтик майже попався (2010 р.)
- 06 — Фунтик і Пірат (2010 р.)
- 07 — Пірат і Жако: Добра справа (2010 р.)

## Персонажі

### Позитивні

#### Порося Фунтик

Порося Фунтик

Фунтик втік від пані Беладони, бо вона змушувала його обманювати дітей, випрошуючи у них гроші «на будиночки для бездомних поросят». Випадково зустрів у лісі дядечка Мокуса та мавпу Бамбіно й став подорожувати з ними.

#### Фокусник дядечко Мокус
Мандрівний клоун і фокусник; любить і вміє показувати фокуси, не терпить шахраїв.

#### Мавпочка Бамбіно
Ручна мавпочка дядечка Мокуса, а також його водій. Любить складати двовірші.

#### Бегемот Шоколад

Бегемот Шоколад

Живе на болоті, куди його вигнала з міста пані Беладона. Раніше продавав надувні кулі; зустрівши Дядечка Мокуса та його супутників, вирішує до них приєднатися, щоб виступати силачем у цирку.

### Негативні

#### Пані Беладона

Пані Беладонна

Пані Беладона — літня дама, власниця магазину «Сльоза дитини» та господиня Фунтика. Після зникнення Фунтика на початку мультфільму, займається виключно його пошуками та затриманням, що їй певною мірою вдається, але ненадовго. Хитра, підступна, відрізняється жадібністю та кепським характером.

#### Нишпорки
Пінчер старший — найкращий слідчий із дипломом, і Добер молодший — найкращий слідчий без диплома; були найняті Беладоною для впіймання Фунтика. Звітують перед начальником поліції. Відрізняються відмінною тупістю, але завжди залишаються вірними своїй справі.

#### Начальник поліції Фокстрот

Начальник поліції Фокстрот

Начальник поліції; тримає пост на повітряній кулі; звітує перед Беладоною.

#### Господар готелю «Три дороги» Дурілло
Старий знайомий Беладони, жадібний. Вислужується перед Беладоною, очевидно, розраховуючи на винагороду.

## Творці
| Режисер              | Анатолій Солін |
| Сценаристи           | Юрій Сидоров, Валерій Шульжик |
| Художник-постановник | Інна Пшенична |
| Оператор             | Ернст Гаман |
| Композитор           | Володимир Львовський |
| Ролі озвучували      | Зоя Пильнова (Фунтик), Джигарханян Армен Борисович (Дядечко Мокус), Ірина Муравйова (Бамбіно), Аросєва Ольга Олександрівна (Беладона), Спартак Мішулін (Пінчер), Юрій Волинцев (Добери), Анатолій Баранцев (Фокстрот), Георгій Бурков (Бегемот Шоколад), Борис Рунге (Дурілло) |

## Відеоігри
- Порося Фунтик вчить літери (05.11.2008)
- Порося Фунтик: дорожня пригода (11.03.2009)
- Порося Фунтик: цікава математика (27.08.2008)
- Порося Фунтик: нові пригоди (25.02.2009)